# Егунян, Мамикон Агасиевич
Мамикон Агасиевич Егунян (арм. Մամիկոն Եղունյան) (род. 1 ноября 1955, Гукасян) ― советский  армянский врач-нейрохирург, доктор медицинских наук, профессор, Заслуженный врач Республики Армения (2015).

## Биография
Мамикон Егунян родился 1 ноября 1955 года в селе Гукасян, Гукасянский район, Армянская ССР.
В 1973 году поступил в Ереванский государственный медицинский институт, которое окончил в 1979 году. В 1982 году прошел обучение нейрохирургии в Донецком областном медицинском центре, в 1984 году учился в Институте нейрохирургии.
В 1985–1987 годах Мамикон Егунян прошел ординатуру в Институте нейрохирургии. В 1987 году защитил кандидатскую диссертацию на тему «Ранние послеоперационные осложнения после удаления острых внутричерепных гематом». Спустя некоторое время также защитил докторскую диссертацию на тему «Тяжелая черепно-мозговая травма у детей разных возрастных групп».
С 1988 по 1995 год работал заведующим нейрохирургическим отделением больницы в городе Ленинакан ныне город Гюмри.
В 1998 году Егунян стал научным руководителем клиники неврологии и нейрохирургии медицинского центра «Эребуни». С 2003 года профессор Мамикон Егунян преподает в Ереванском государственном медицинском университете.
Написал ряд научно-методических работ, среди них монография «Тяжелая черепно-мозговая травма у детей»։
.

## Награды и звания
- Заслуженный врач Республики Армения (2015)[5]
- Медаль Мемориала Фритьофа Нансена
- Мемориальная медаль Вазгена Саргсяна
- Мемориальная медаль Драстамата Канаяна
- Медаль «Еркрапа Армении»
- Памятная медаль министра здравоохранения Республики Армения.
- Диплом Министерства обороны Республики Армения